# Izklop.com
Izklop.com je slovenski spletni portal s povezavami do zabavnih videoposnetkov na YouTube, na katerem lahko registrirani uporabniki puščajo komentarje. 

### Lastništvo
Lastnik portala je podjetje Legit d.o.o., ki upravlja tudi strani slo-tech.si, prevoz.org, alter.si in HOP.si. Bivši lastnik je zdaj že nekdanje podjetje Mediasplet iz Miklavža pri Mariboru (Andrej Belina in Saša Pelko), ki se je zadnja leta soočalo s finančnimi težavami.

### Obiskanost
Novembra 2010 je bil 10. najbolj obiskana spletna stran v Sloveniji. Marca 2012 je bil 28. na lestvici. Decembra 2017 je bil 59. na lestvici.

### Izklop brez cenzure
Leta 2012 je predvajal prvo oddajo Izklop brez cenzure, ki jo je vodil Darko Berlič in v katerih so gostili različne znane osebnosti, med drugim tudi takratnega predsednika države Danilo Türka.